# Tavasz, nyár, ősz, tél… és tavasz
A Tavasz, nyár, ősz, tél… és tavasz (koreai címe: 봄여름가을겨울그리고봄, Pom jorum kaul kjoul kurigo pom) 2003-ban bemutatott dél-koreai film, amely egy tó közepén elhelyezkedő buddhista templomról szól, a benne nevelkedő tanítványról és mesteréről.
A film rendezője Kim Gidok, a szereplők O Jongszu, Kim Jongmin, Szo Dzsekjong és Kim Dzsongho. 
A mű – jelképes állomásaival, az évszakokkal – egy ember életét meséli el: hogyan válik a világtól és a társadalomtól elzárva, egyetlen mester mellett serdülővé, hogyan ismerkedik meg a szerelemmel, hogyan hagyja ott a tó közepén úszó kolostort, hogyan tér vissza bűnözőként, vezekelni, hogy folytassa életét, és végül volt mestere helyébe lépjen egy ifjú tanítvány mellett.